# Sternarchorhynchus
Sternarchorhynchus är ett släkte av fiskar. Sternarchorhynchus ingår i familjen Apteronotidae.

## Dottertaxa tillSternarchorhynchus, i alfabetisk ordning[1]
- Sternarchorhynchus axelrodi
- Sternarchorhynchus britskii
- Sternarchorhynchus caboclo
- Sternarchorhynchus chaoi
- Sternarchorhynchus cramptoni
- Sternarchorhynchus curumim
- Sternarchorhynchus curvirostris
- Sternarchorhynchus freemani
- Sternarchorhynchus galibi
- Sternarchorhynchus gnomus
- Sternarchorhynchus goeldii
- Sternarchorhynchus hagedornae
- Sternarchorhynchus higuchii
- Sternarchorhynchus inpai
- Sternarchorhynchus jaimei
- Sternarchorhynchus kokraimoro
- Sternarchorhynchus mareikeae
- Sternarchorhynchus marreroi
- Sternarchorhynchus mendesi
- Sternarchorhynchus mesensis
- Sternarchorhynchus montanus
- Sternarchorhynchus mormyrus
- Sternarchorhynchus oxyrhynchus
- Sternarchorhynchus retzeri
- Sternarchorhynchus roseni
- Sternarchorhynchus schwassmanni
- Sternarchorhynchus severii
- Sternarchorhynchus starksi
- Sternarchorhynchus stewarti
- Sternarchorhynchus taphorni
- Sternarchorhynchus villasboasi
- Sternarchorhynchus yepezi